# Lasioglossum pumilum
Lasioglossum pumilum is een vliesvleugelig insect uit de familie Halictidae. De wetenschappelijke naam van de soort is voor het eerst geldig gepubliceerd in 1995 door Sakagami & Tadauchi.